# CFL 3000 sorozat
A CFL 3000 sorozat egy luxembourgi kétáramnemű, Bo'Bo' tengelyelrendezésű villamosmozdony-sorozat. Luxembourgból továbbít vonatokat Franciaországba és Belgiumba. Összesen 20 db-ot gyártottak belőle.

## Háttér, tervezés és üzemeltetés
A CFL 3000 sorozat mechanikai és elektromos kialakítása megegyezik az SNCB 13 sorozatú mozdonyokéval. 1995-ben rendelték meg őket az 1950-es és 1960-as években gyártott villamos és dízelmozdonyok cseréjére.
A sorozatot 1998 és 1999 között gyártották, és 1998-tól 2001-ig állt forgalomba. Üzembe állításukkor a sorozat számos problémát okozott: az elektromos és elektromágneses zavarások hatással voltak a sínáramkörökre és a biztosítóberendezésekre, emellett a tápláló hálózatokon is zavaró zajok jelentek meg.
A típus a belga SNCB 13 sorozattal közös fejlesztés, amelyet az Alstom és a Bombardier gyártott, de a CFL saját sorozatát a hivatalos források csak az Alstomhoz kötik.